# Tunacola
Tunacola es una banda de dream-pop chilena fundada en 2009 por Ricardo Luna, también conocido como Richi Tunacola. Con 3 discos a su haber y 10 años de carrera, la banda ha sabido construir un catálogo de canciones con un vasto registro, que va pasa por el Hiphop, electro, disco, soundtracks de videojuegos, música de cámara, ambient, baladas y funk, con un sonido fuertemente original, marcado por la nostalgia y los sintetizadores, con letras que rozan, tangencial o directamente el amor, las drogas, la política, el hedonismo y los sueños. 
Su historia está marcada por sus 3 discos, separados entre sí por 3 años: El primero, Tunacola (2011), marca un debut enérgico  y desenfadado, con una formación en plan trío, en la que se suman como intérpretes Paz Court, como vocalista principal y Dj Caso en tornamesas. El segundo disco, Todos los veranos del mundo (2014), marca el inicio de una formación mayor (una banda de 7 integrantes), en la que se suma Hans Korn en el bajo, Leo Fonk en batería, Papo Marchant en el trombón, y Andrés Moraga en el saxo tenor, además de la inclusión de Paula Arismendi, vocalista que vino a reemplazar a Paz Court como vocalista principal. Esta placa además inaugura el tratamiento conceptual de los discos que vendrán en adelante, siendo éste un recorrido barroco e imaginativo por la temática del verano como una parte de la historia personal, así como del imaginario cultural popular. El tercer álbum, En el centro de la fiesta está el vacío, pero en el centro del vacío hay otra fiesta (2018), está fuertemente marcado por la experiencia personal de Richi, y son canciones de letras con narrativas y profundas, acerca del amor, el desamor, la política y los excesos. 
Actualmente Richi se encuentra trabajando en el cuarto disco de la banda.

## Historia
La banda comenzó con Richi, quien en un comienzo, y luego de haberse titulado como compositor y arreglista de la Escuela Moderna de Música el 2007, instaló su taller en un duplex que compartía con Dj Caso, quien había sido su compañero de curso durante el primer año de la carrera. Durante un tiempo de mucha experimentación con software y máquinas como el sampler Korg ESX, Richi compuso una veintena de temas, acortándose a tan solo 6 para formar la versión final del primer EP. El nombre de la banda viene del videojuego del sistema NES StarTropics, en que Tunacola es el nombre de una de las islas que su protagonista, Mike, debe sortear para rescatar a su tío.
Para poder tocar las canciones en vivo, Richi convocó a Dj Caso y a Paz Court, con quienes ya había trabajado antes (Con Caso como socio en trabajos musicales de carácter comercial, y con Paz Court en una serie de arreglos de canciones de The Beatles, arreglados por Richi para cuarteto de cuerdas). Como Richi estaba acostumbrado a escribir para cuerdas, se sumaron además a las presentaciones en vivo Juan Osorio y Felipe Vieytes en viola, y Esteban Illanes en Cello, además de fugaces apariciones de Tadeo Castelvero en cencerro (Quien por entonces era además mánager de la banda). Debido al éxito del primer disco, 6 de sus canciones fueron usadas como soundtrack en 5 películas nacionales e internacionales.
Durante la producción de la canción "Miami Vice", Richi trabaja y entabla amistad con el rapero neoyorquino Loki Da Trixta, quien colabora en el tema, y con quien funda además el proyecto de Hip Hop Chomba Boom, con quien ya ha editado un EP y varios singles, y se mantiene activo hasta el día de hoy.
Durante 2013 se produjo un concierto en el Puma Lab del centro GAM, de Santiago de Chile, en el que varios temas de la banda y algunas versiones de otros artistas fueron arreglados por Richi en un formato de cuarteto de cuerdas, sumando a Paz Court y Dj Caso en voces, y el propio Richi al piano.
Luego de esa experiencia, Paz Court decide abandonar la banda para perseguir su carrera solista, y supone el inicio de una serie de cambios en la formación de la banda. Miembros que estuvieron brevemente en la banda en esta época fueron Bozidar Ostojar (Bajo), Ramiro Duran (Guitarra), José Ignacio Catalán (Teclados, guitarra), David Vásquez (Batería, percusiones) y Max Reyes (Batería). Finalmente se asentó una formación estable para la grabación y promoción del disco Todos los veranos del mundo, consistente en Leo Fonk (batería), Hans Korn (bajo), Sebastian Rojas (tornamesas), Paula Arismendi (voz), Papo Marchant (trombón), y Andrés Moraga (saxo tenor).
Con esta formación logran trascender las fronteras de su país, completando varias giras internacionales que los llevarían por festivales como el Liverpool Sound City (UK), SXSW (USA), Festival Marvin (MX), Festival de las juventudes (MX), Primavera Sound (ESP) y Lollapalooza Chile 2016.
El tercer disco, largamente anunciado y esperado, no llegaría hasta 2018, en un proceso que supuso la composición de unas 150 canciones, de las cuales quedaron 11. Este es un disco profundamente personal, que marca por primera vez la inclusión de temáticas propias de la vida de Richi, en un contexto pop de tono más oscuro, con énfasis en letras, que se alejan un poco del sonido "veraniego" para favorecer canciones de una fuerte carga emocional, como el sencillo "El Viento Que Nos Lleva A Los Dos"
Para esta placa, y mediante concurso abierto (en el que participaron cantantes Chilenas, Mexicanas, Argentinas y Españolas), se seleccionó a Fernanda Moroni como nueva voz femenina de la banda, además de la inclusión estable de Ed Neidhardt en el saxo tenor (quien había actuado como músico de apoyo en la gira europea de la banda). 
Actualmente Richi se encuentra en el período de composición de lo que será la cuarta placa de la banda, aún sin título definido.

## Discografía
- 2011: Tunacola, Autoeditado
- 2013: Chamber Orchestra (Bootleg), Autoeditado
- 2014: Todos los veranos del mundo, Jungla Music
- 2018: En el centro de la fiesta está el vacío, pero en el centro del vacío hay otra fiesta , Orbita Records
- 2023: Todo es Ceremonia en el Jardin Salvaje

## Videografía
- Miami Vice (Dirección: Jaime Torés Ribas)
- Guachita (Dirección: Fernando Lasalvia)
- Danky
- Coco Maitai (Dirección: Tunacola)
- El Viento Que Nos Lleva A Los Dos

## Menciones
- El sencillo "Danky" fue señalado como la mejor canción de indie en español, según la revista mexicana "Chilango"[5] y el videoclip ha tenido buena recepción, llegando a ser promocionado en MTV Latinoamérica.

## En la cultura popular
- La canción Primavera Now forma parte del Soundtrack de la película Qué pena tu vida.